# Iván Oulego
Oulego  Moreno est un nom espagnol. Le premier nom de famille, en général paternel, est Oulego ; le second, en général maternel, souvent omis, est Moreno.
Iván Oulego Moreno, né le 4 juin 1976, est un coureur cycliste espagnol spécialisé en VTT de descente. Il a notamment remporté une manche de la Coupe du monde de descente 2003, après la disqualification pour dopage du vainqueur initial Gary Houseman.

## Palmarès en VTT

### Championnats du monde
- Val di Sole 2008
  - 8e de la descente

### Coupe du monde
- Coupe du monde de descente
  - 2003 : 8e du classement général, vainqueur de la manche de Grouse Mountain

### Championnats d'Europe
- Livigno 2001
  - 5e de la descente
- Caspoggio 2008
  - 5e de la descente

### Championnats d'Espagne
- 2005
  -  Champion d'Espagne de descente
- 2008
  -  Champion d'Espagne de descente
- 2009
  - 2e de la descente
- 2011
  - 2e de la descente